# Canal de Corinthe
 (juillet 2021).
Si vous disposez d'ouvrages ou d'articles de référence ou si vous connaissez des sites web de qualité traitant du thème abordé ici, merci de compléter l'article en donnant les références utiles à sa vérifiabilité et en les liant à la section « Notes et références ».
Le canal de Corinthe (en grec moderne : Διώρυγα της Κορίνθου) est une voie d'eau artificielle creusée à travers l'isthme de Corinthe, en Grèce, pour relier le golfe de Corinthe, dans la mer Ionienne, à l'ouest, au golfe Saronique, dans la mer Égée, à l'est. Il perce de part en part l'isthme reliant la péninsule du Péloponnèse au reste du territoire grec.

## Histoire
Dès le VIIe siècle av. J.-C., les Bacchiades de Corinthe avaient relié le golfe Saronique au golfe de Corinthe par un chemin de bois pour le roulage des navires. Au VIe siècle av. J.-C., on roulait les bateaux grâce à une voie dallée munie d'ornières de guidage pour les bers (berceaux) portant les navires ; ces bers étaient tirés par des cordages entraînés par des contrepoids. Ce système appelé diolkos (en grec moderne : δίολκος) est parfois considéré comme le premier portage et le premier transport guidé connu.
La première tentative de construction d'un canal à cet endroit est attribuée à Néron en 67, qui inaugura les travaux avec une pelle en or. Elle mobilise 6 000 prisonniers juifs envoyés par Vespasien. L'année suivante, à la mort de Néron, son successeur Galba abandonne le projet, jugé trop onéreux.
En 1829, l'ingénieur Pierre Théodore Virlet d'Aoust, membre de la Commission de Morée, dresse un projet de canal présenté au gouvernement grec dirigé par Ioánnis Kapodístrias après l'indépendance de la Grèce. Ce projet est estimé à 40 millions de francs-or.
En novembre 1869, l'ouverture du canal de Suez amène le gouvernement grec à faire voter une loi sur l'ouverture de l'isthme de Corinthe. Le gouvernement grec désigne les entrepreneurs français, l'ingénieur et architecte Eugène Piat et l'ingénieur Maxime Chollet pour en faire la réalisation mais ceci reste à l'état de projet.

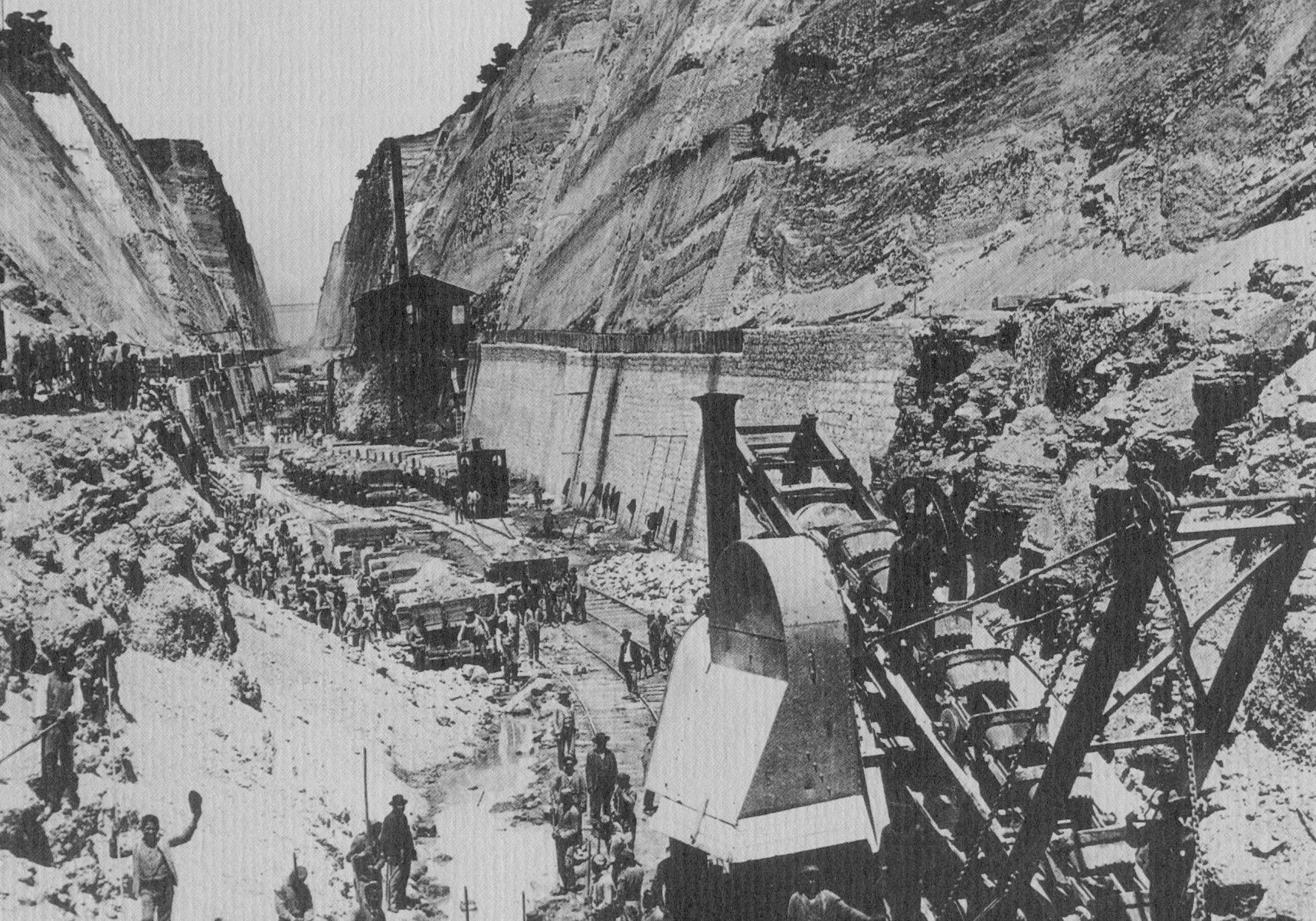
Construction du canal (vers 1890).

L'ingénieur militaire hongrois naturalisé italien, István Türr rencontre en 1880 le gouverneur de la Banque nationale de Grèce pour étudier la possibilité de réaliser le canal dans le cadre de la loi de concession de 1869. Il fait étudier la faisabilité du projet par l'ingénieur hongrois Béla Gerster en partant du projet de Virlet d'Aoust. En 1881, le gouvernement grec confie le projet à Türr et signe un accord de concession de 99 ans. Türr s'adresse à la place financière de Paris, alors plaque tournante des financements des grandes réalisations dans le monde. En avril-mai 1882,  le Comptoir national d’escompte de Paris lance la campagne d’émissions d’actions destinée à la constitution du capital de la Société internationale du canal maritime de Corinthe, compagnie française au capital de 30 millions de francs-or fondée en 1882 par Istvan Türr et le banquier français Jacques de Reinach.
Les travaux, commencés le 29 mars 1882, sont officiellement lancés le 23 avril en présence du roi de Grèce Georges Ier. Ils se révèlent beaucoup plus difficiles que prévu, compte tenu d'études géologiques incomplètes et du coût supplémentaire des équipements. Les travaux devaient durer cinq ans, mais les difficultés vont faire douter les investisseurs de la solvabilité de l'opération financière. À la suite de la faillite de la Compagnie chargée du canal de Panama, le 4 février 1889, la société n'arrive plus à lever des fonds à la Bourse de Paris. La société est en banqueroute en juillet 1889. Les travaux s'arrêtent alors que 8 200 000 m3 ont été terrassés et qu'il en reste 2 600 000 m3.
Le financier grec Andréas Syngrós constitue une nouvelle société grecque qui reprend la construction en 1890. Les travaux continuent à être dirigés par Béla Gerster.
L'inauguration solennelle a lieu le 25 juillet 1893 en présence du roi Georges Ier. La mise en circulation a lieu en janvier 1894 et le premier bateau à traverser le canal est un navire français de 110 m de long et 13 m de large, le Notre Dame du Salut.

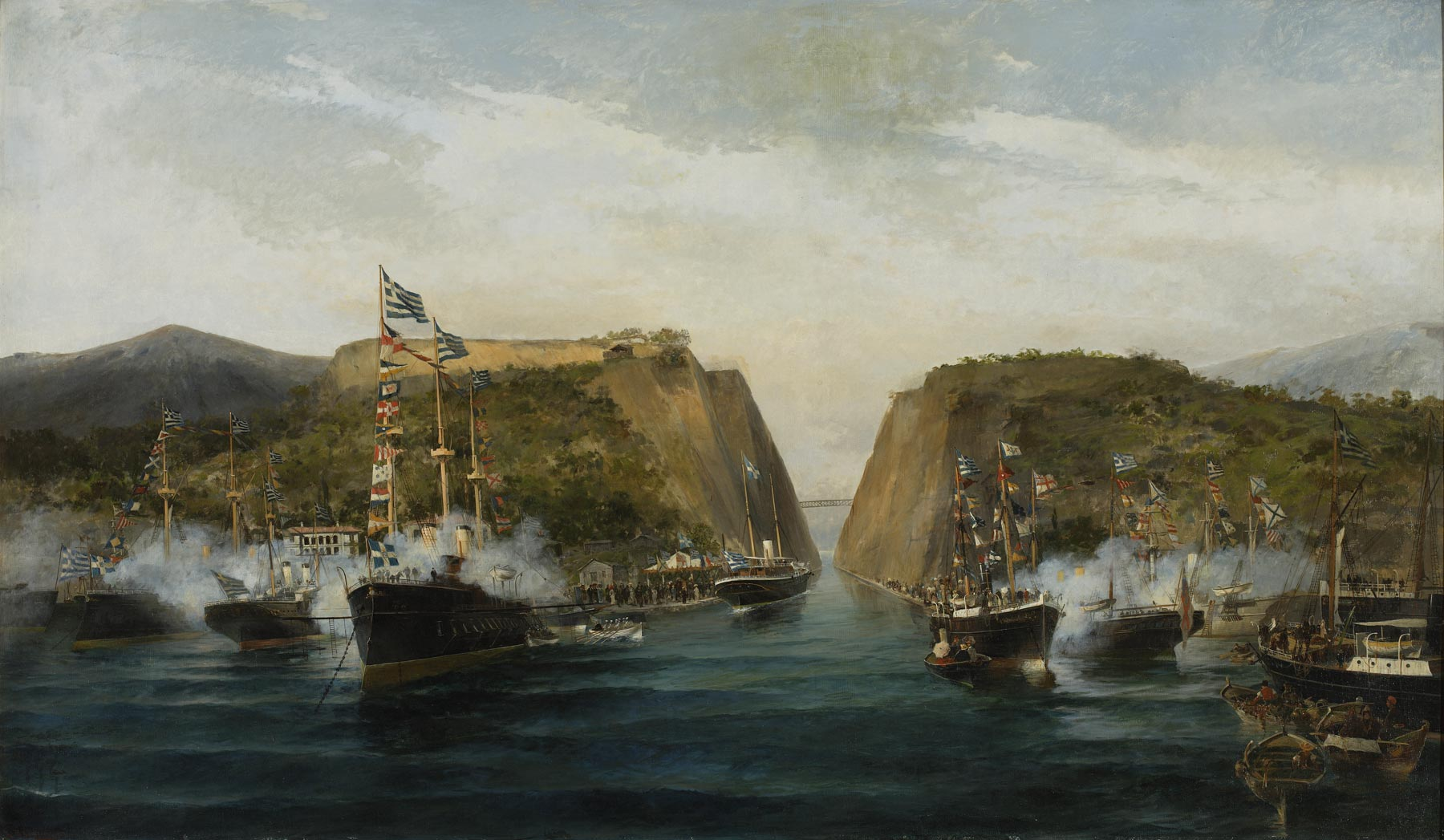
L'inauguration du canal en 1893, vue par le peintre Constantinos Volanakis.
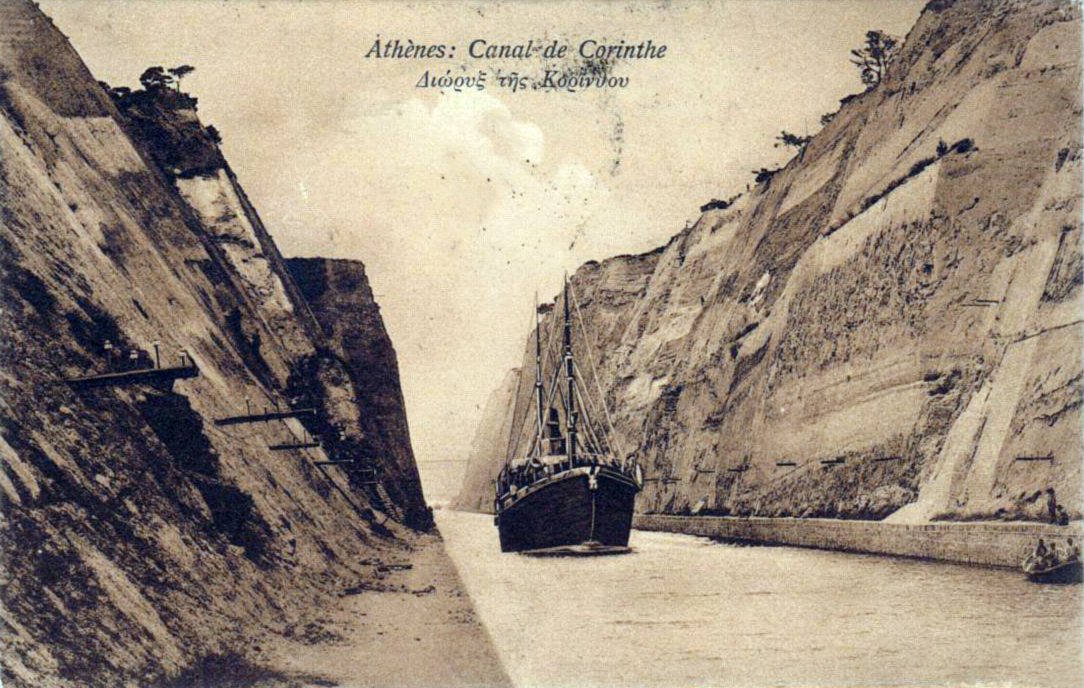
Le canal de Corinthe en 1894.
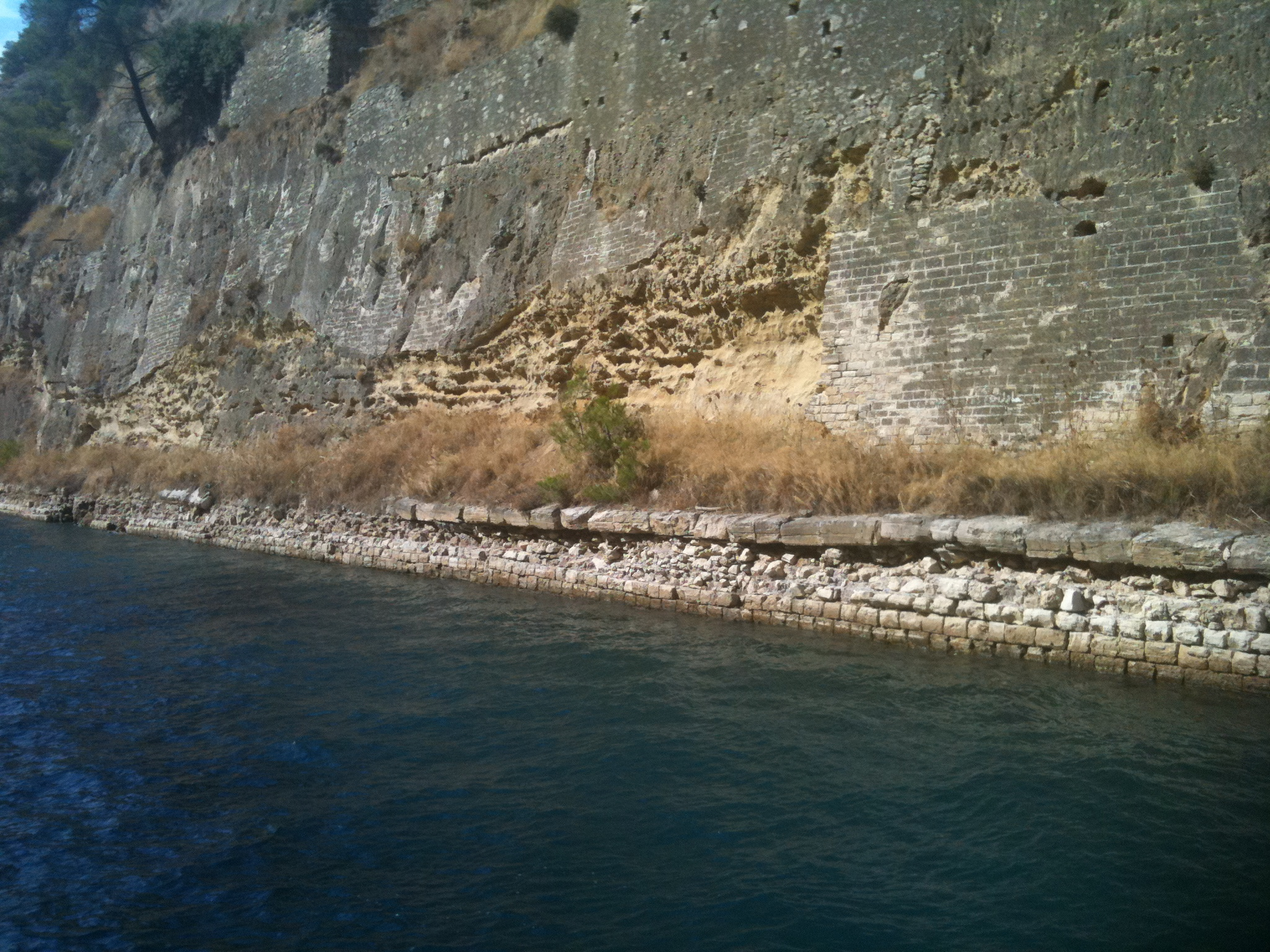
Vestige de l'ancien chemin de halage (Diolkos), qui servait à tirer à bras d'hommes les bateaux dépourvus de moteur. Il existe un chemin de chaque côté.
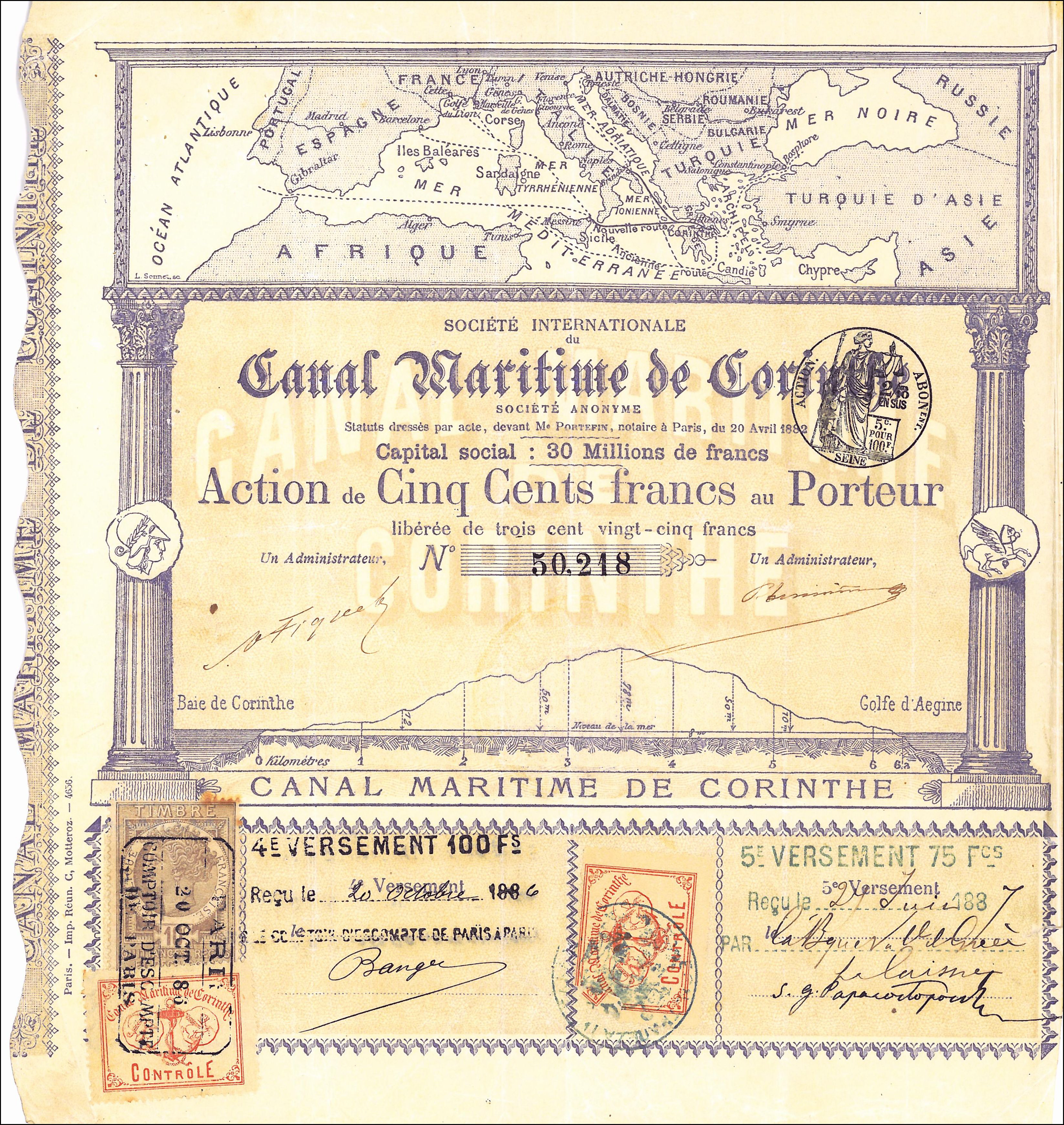
Action au porteur de 500 francs émise en 1882 par la Société internationale du canal maritime de Corinthe.
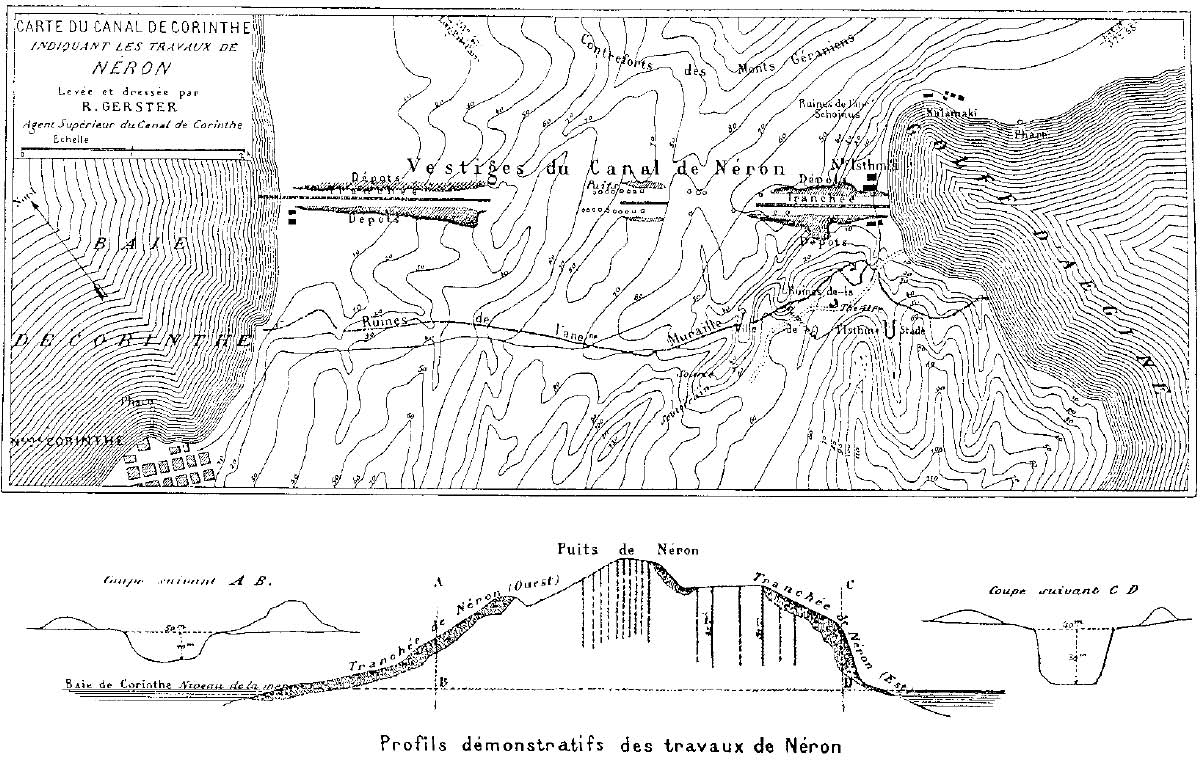
Vestiges du canal de Néron, relevé de l'ingénieur Béla Gerster, vers  1880, avant la construction du canal moderne.
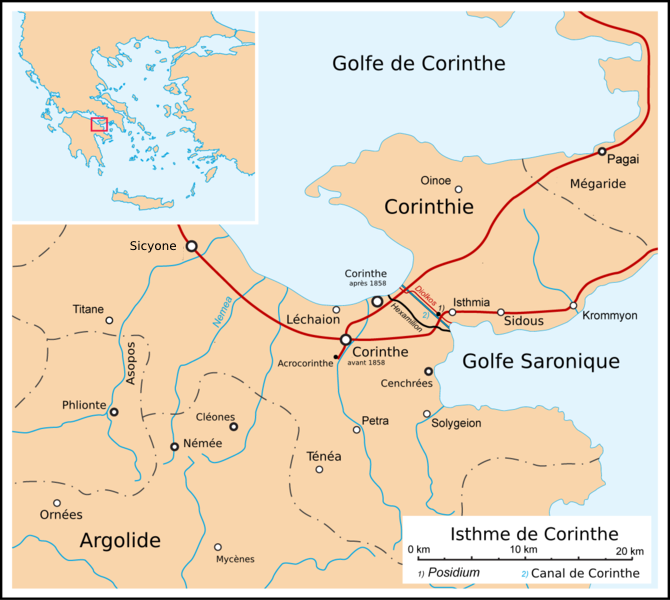
Localisation de l'isthme de Corinthe ; le canal est dessiné en bleu clair.
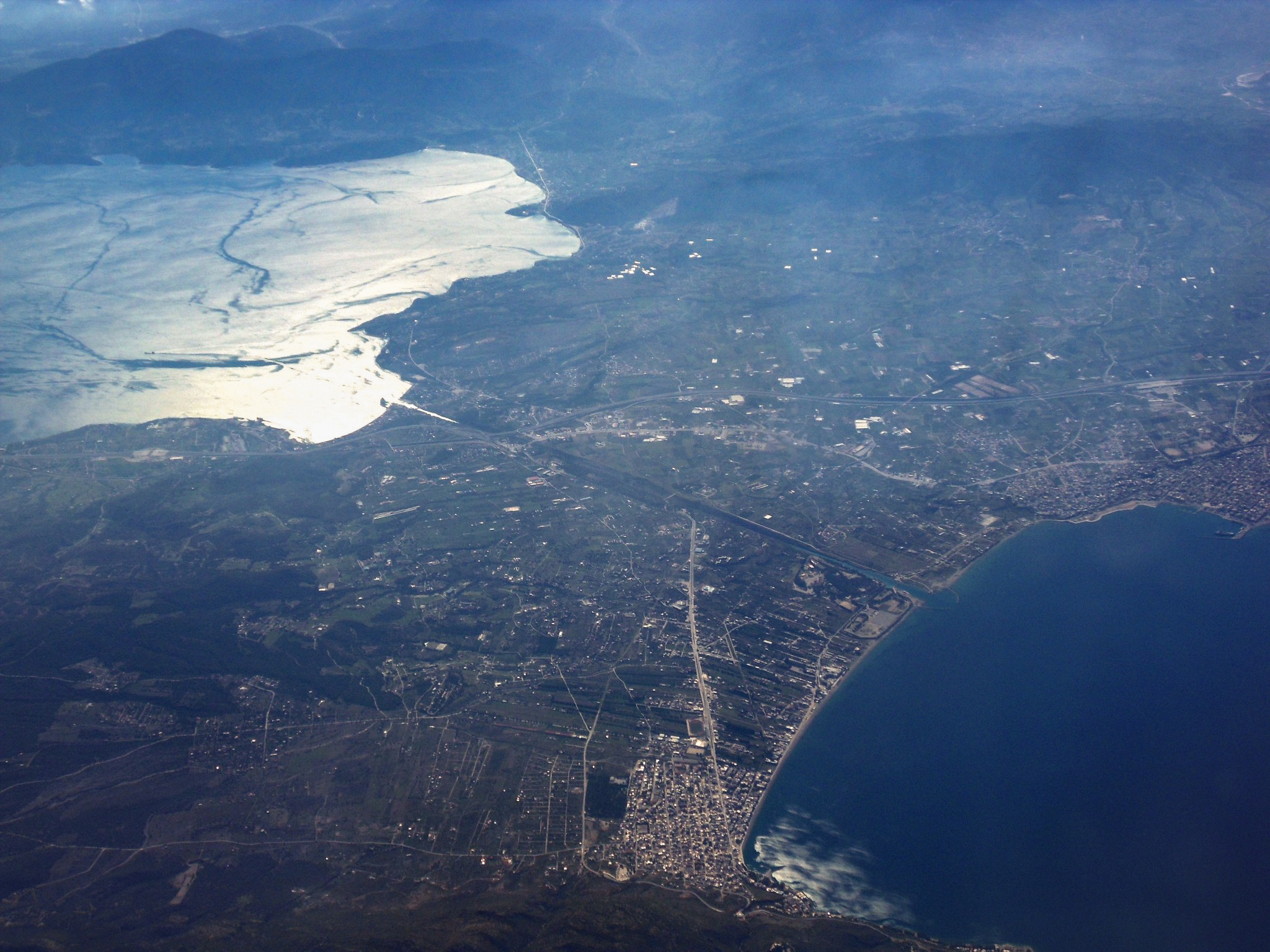
Vue aérienne du canal de Corinthe.
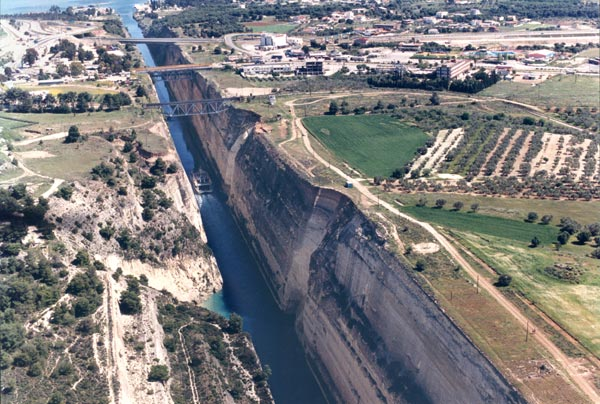
Les ponts franchissant le canal.
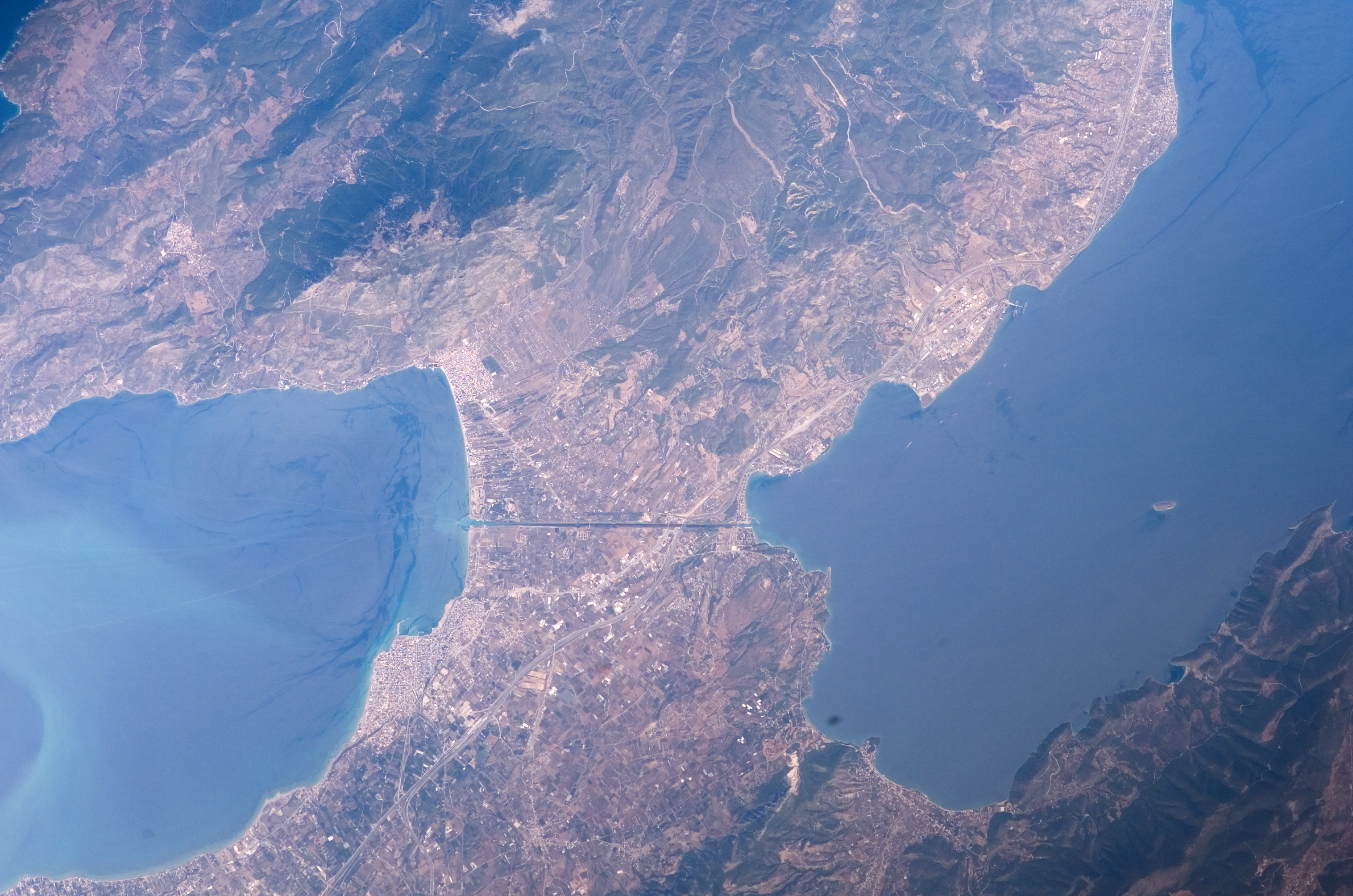
Canal vu de l'espace.

Le canal ferme au début 2021 après un glissement de terrain. Il rouvre de juin à octobre 2022. Après de nouvelles mesures de sécurité, il rouvre définitivement le 1er juin 2023.
Le 29 avril 2024,  le navire français Belem franchit le canal avec à son bord la flamme olympique à destination des Jeux olympiques de Paris.

## En chiffres
Le canal mesure 6 343 m de longueur et  24,60 m de largeur. La tranchée atteint une hauteur maximale de 52 m pour une profondeur de 8 mètres. Il permet aux navires d'éviter un détour de 400 km autour de la péninsule du Péloponnèse.  
Il est donc principalement utilisé en 2016 par des navires de tourisme, plaisanciers et petits paquebots de croisière. Environ 11 000 navires empruntent cette voie chaque année.

## Ponts submersibles
Depuis 1988, deux ponts submersibles permettent de franchir le canal à chacune de ses extrémités, à l'ouest le pont de Poseidonia (37° 57′ 00″ N, 22° 57′ 45″ E), à l'est, le pont d'Isthmia (37° 55′ 06″ N, 23° 00′ 25″ E). Mais l'essentiel du trafic routier est supporté par des ponts conventionnels et notamment un pont autoroutier. Le canal est également franchi par deux passerelles ferroviaires.

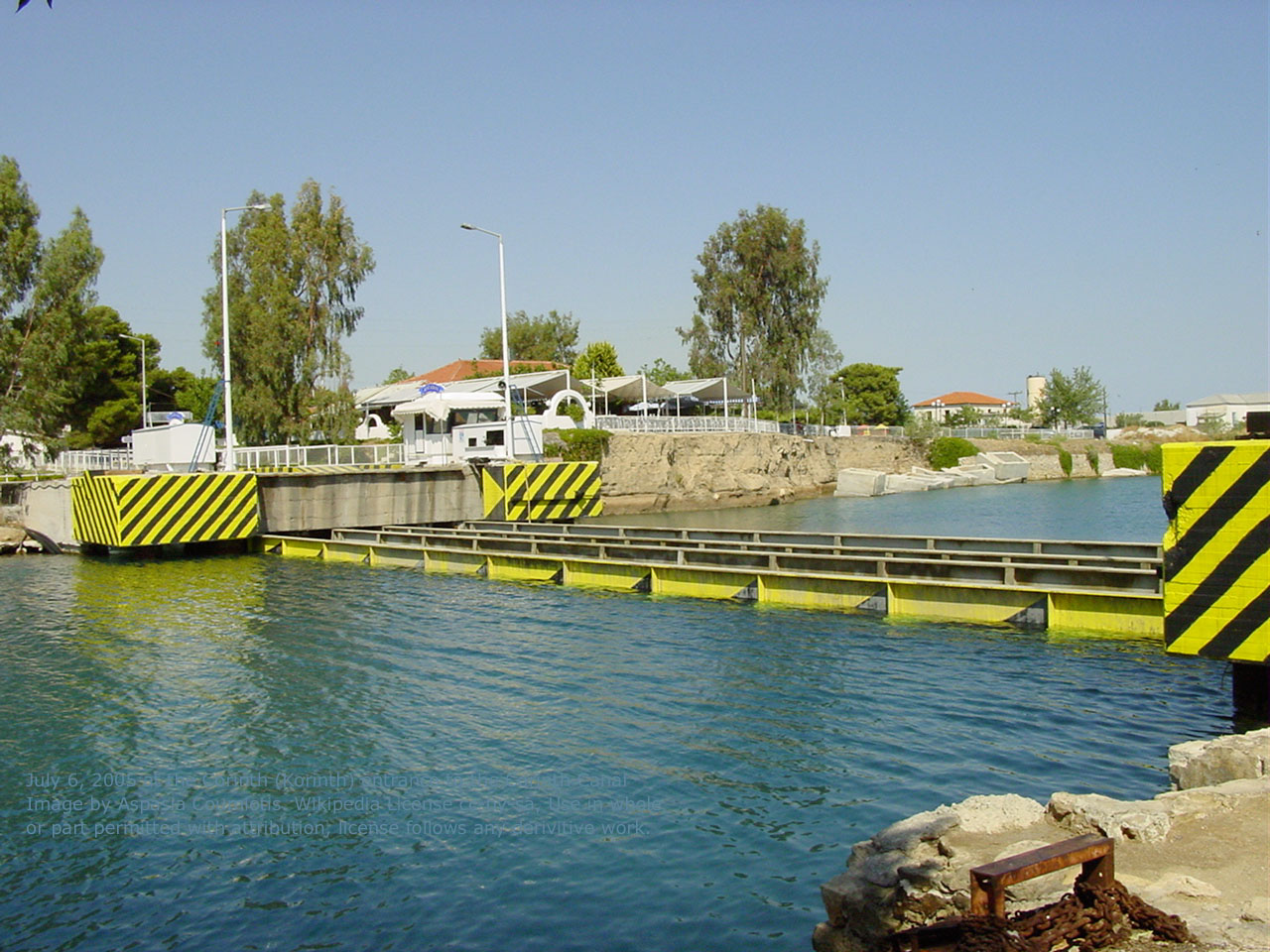
Pont submersible de Poseidonia.
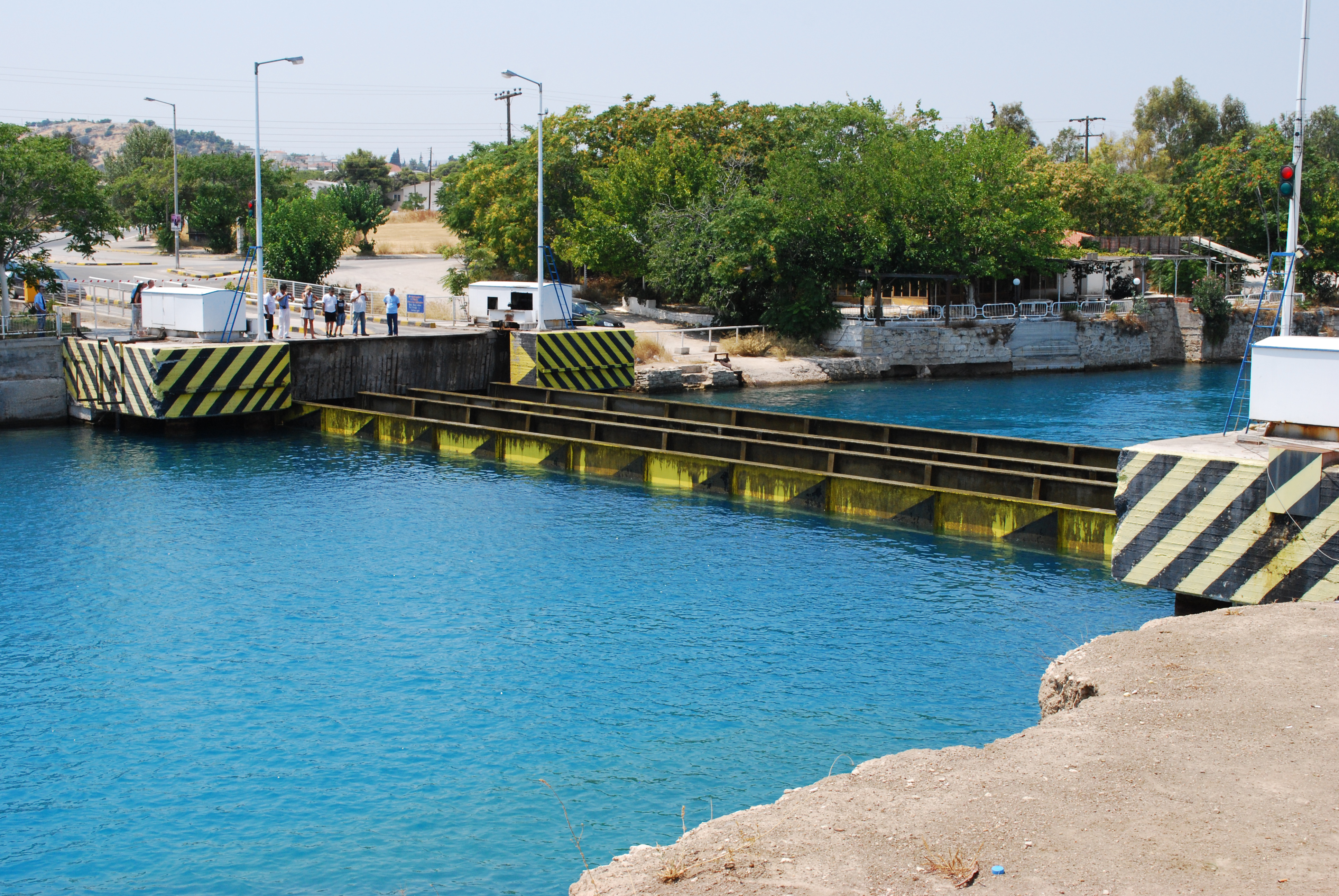
Pont submersible d'Isthmia.